# Primera División de Chile 1988
Primera División de Chile 1988 var den chilenska högstaligan i fotboll för herrar för säsongen 1988, som slutade med att Cobreloa vann för fjärde gången.

## Kvalificering för internationella turneringar
- Copa Libertadores 1989
  - Vinnaren av Primera División: Cobreloa
  - Vinnaren av Liguilla Pre-Libertadores: Colo-Colo

## Sluttabell
| Plac. | Lag                  | S  | V  | O  | F  | GM | IM | MSK | Poäng |
| ----- | -------------------- | -- | -- | -- | -- | -- | -- | --- | ----- |
| 1     | Cobreloa             | 30 | 17 | 6  | 7  | 47 | 27 | 20  | 40    |
| 2     | Cobresal             | 30 | 14 | 9  | 7  | 51 | 30 | 21  | 37    |
| 3     | Deportes Iquique     | 30 | 13 | 8  | 9  | 46 | 35 | 11  | 34    |
| 4     | Universidad Católica | 30 | 14 | 5  | 11 | 41 | 35 | 6   | 33    |
| 5     | Deportes La Serena   | 30 | 10 | 12 | 8  | 37 | 41 | -4  | 32    |
| 6     | Colo-Colo            | 30 | 11 | 9  | 10 | 31 | 30 | 1   | 31    |
| 7     | Fernández Vial       | 30 | 10 | 10 | 10 | 38 | 42 | -4  | 30    |
| 8     | Huachipato           | 30 | 8  | 13 | 9  | 37 | 32 | 5   | 29    |
| 9     | Deportes Concepción  | 30 | 11 | 7  | 12 | 30 | 32 | -2  | 29    |
| 10    | Deportes Valdivia    | 30 | 10 | 8  | 12 | 40 | 46 | -6  | 28    |
| 11    | Everton              | 30 | 10 | 8  | 12 | 32 | 39 | -7  | 28    |
| 12    | Naval                | 30 | 9  | 9  | 12 | 39 | 45 | -6  | 27    |
| 13    | O'Higgins            | 30 | 10 | 6  | 14 | 36 | 43 | -7  | 26    |
| 14    | Unión Española       | 30 | 9  | 8  | 13 | 34 | 41 | -7  | 26    |
| 15    | Universidad de Chile | 30 | 7  | 12 | 11 | 26 | 34 | -8  | 26    |
| 16    | Palestino            | 30 | 8  | 8  | 14 | 36 | 49 | -13 | 24    |

|  | Mästare och kvalificerade till Copa Libertadores 1989. |
|  | Kvalificerade till Liguilla Pre-Libertadores.          |
|  | Till nedflyttningskval.                                |
|  | Nedflyttade till Segunda División.                     |

| Primera División Vinnare av Primera División 1988 |
| ------------------------------------------------- |
| Chile                                             |
| Cobreloa 4:e titeln                               |

## Nedflyttningskval
Unión Española mötte O'Higgins, båda från den högsta serien, eftersom de hade samma poäng och låg kring kvalplats för nedflyttning. Unión Española vann och därmed fick O'Higgins kvalspela mot ett lag från den näst högsta divisionen, en match som de vann och därmed fick fortsätta spela i den högsta divisionen även säsongen 1989.